# Parafia św. Marii Magdaleny, św. Kazimierza w Szydłowie
Parafia pw. św. Marii Magdaleny i św. Kazimierza w Szydłowie – parafia należąca do dekanatu mławskiego wschodniego, diecezji płockiej, metropolii warszawskiej. Poprzednio należała do dekanatu mławskiego, diecezji płockiej, metropolii warszawskiej.

## Historia parafii
Została erygowana w połowie w XIV wieku. Prawdopodobnie od początku istnienia kolatorami byli Szydłowscy herbu Lubicz, lokalna rodzina szlachecka, zasłużona dla Mazowsza Północnego. Na terenie parafii obecnie znajduje się jeden kościół parafialny pw. św. Marii Magdaleny w Szydłowie.

## Miejsca święte

### Kościół parafialny
Zobacz oddzielne hasło: kościół parafialny pw. św. Marii Magdaleny w Szydłowie.

## Obszar parafii

### Miejscowości i ulice
W granicach parafii znajdują się miejscowości:

- Giednia,
- Krzywonoś,
- Marianowo,
- Michałowo,
- Nosarzewo Borowe,
- Nowe Nosarzewo,
- Nosarzewo Polne,
- Pawłowo,
- Szydłowo,
- Szydłówek.

#### Zmiany administracyjne
Do rozgraniczenia parafii dekretem biskupa Bogdana Sikorskiego z 6 czerwca 1981 r. i utworzeniu parafii pw. św. Stanisława Kostki w Dębsku, w granicach parafii pw. św. Marii Magdaleny i św. Kazimierza w Szydłowie znajdowały się następujące miejscowości: 

- Dębsk,
- Giednia,
- Krzywonoś,
- Marianowo,
- Michałowo,
- Nieradowo,
- Niemyje Stare,
- Nosarzewo Borowe,
- Nosarzewo Nowe,
- Nosarzewo Polne,
- Pawłowo,
- Sławogóra Nowa,
- Sławogóra Stara,
- Szydłowo,
- Szydłówek,
- Wola Dębska.

## Duszpasterze

### Niektórzy proboszczowie parafii
- ks. Bonifacy Kulasiński (1870-1878), budowniczy kościoła
- ks. Walenty Kafarski (1878-1887)
- ks. Władysław Maron (1913-1925)
- ks. Stanisław Wawrzyniec Gutowski (1925-1931)
- ks. dr płk. Jan Więckowski (1934-1935)
- ks. Jan Suchcicki (1935-1964)
- ks. Izydor Kępczyński (1964-1981)
- ks. Mieczysław Leśnikowski (1981-1989)
- ks. Andrzej Jan Skorłutowski (1989 - 2016)
- ks. Cezary Maruszewski (2016 - )